# اکورای
اکورای (به فرانسوی: Agourai) یک منطقهٔ مسکونی در مراکش است که در مکناس تافیلالت واقع شده‌است.

## خصوصیات
اکورای ۱۳٬۲۹۱ نفر جمعیت دارد.